# Club Náutico Alicante Costa Blanca
Club Náutico Alicante Costa Blanca är ett segelsällskap med hamn i Alicante i Spanien.   Det ligger i provinsen Alicante och regionen Valencia, i den sydöstra delen av landet, 400 km sydost om huvudstaden Madrid.